# Hewitt (Minnesota)
Hewitt és una població dels Estats Units a l'estat de Minnesota. Segons el cens del 2000 tenia 267 habitants.

## Demografia
Segons el cens del 2000, Hewitt tenia 267 habitants, 109 habitatges, i 69 famílies. La densitat de població era de 50,3 habitants per km².
Dels 109 habitatges en un 29,4% hi vivien nens de menys de 18 anys, en un 51,4% hi vivien parelles casades, en un 6,4% dones solteres, i en un 35,8% no eren unitats familiars. En el 27,5% dels habitatges hi vivien persones soles el 14,7% de les quals corresponia a persones de 65 anys o més que vivien soles. El nombre mitjà de persones vivint en cada habitatge era de 2,41 i el nombre mitjà de persones que vivien en cada família era de 2,9.
Per edats la població es repartia de la següent manera: un 23,6% tenia menys de 18 anys, un 10,5% entre 18 i 24, un 24% entre 25 i 44, un 22,8% de 45 a 60 i un 19,1% 65 anys o més.
L'edat mediana era de 38 anys. Per cada 100 dones de 18 o més anys hi havia 104 homes.
La renda mediana per habitatge era de 26.161 $ i la renda mediana per família de 27.500 $. Els homes tenien una renda mediana de 22.500 $ mentre que les dones 18.750 $. La renda per capita de la població era de 12.520 $. Entorn del 7,7% de les famílies i el 13,4% de la població estaven per davall del llindar de pobresa.

## Poblacions més properes
El següent diagrama mostra les poblacions més properes.